# 門林有羽
門林 有羽（かどばやし ゆう、1998年10月28日 - ）は、日本の女性アイドルで、SUPER☆GiRLSのメンバー。
大阪府出身。エイベックス・マネジメント所属。愛称は、ゆうちゃん。

## 略歴
2018年7月、「SUPER☆GiRLS超オーディション!!!!」（MBSラジオルート部門）に応募。同10月6日に行われたファイナリスト決定イベント（第4次審査）を通過して同ルートファイナリスト6名に選出。同11月4日の他ルートのファイナリスト候補と合わせた公開最終審査を経て、同12月19日開催の「SUPER☆GiRLS超LIVE 2018 8th DEBUT Anniversary 〜NEW GENERATIONS!!!!〜」でSUPER☆GiRLS第4期メンバーとしてグループ加入が発表された。
2023年12月にはグループのステージリーダーに就任し、「メンバー1人1人がキラキラ輝ける場所を作れるように」とライブステージのプロデュースなどに携わるポジションを務めている。
グループ加入以後は、『別冊ヤングチャンピオン』・『FRIDAY』・『ヤングアニマル』へのソログラビア掲載や、継続的に舞台や朗読劇などへも出演しており、個人での活動の幅も広げている。

## 人物
SUPER☆GiRLS(スパガ)でのイメージカラー（超絶カラー）はアクア・ブルー（水色）。特技はなわとび、ヘアアレンジ、単管バリケードの撮影、どこでも寝られることと多岐に渡り、特に電車で寝ても最寄り駅で降りられる特技に関しては「天才」と自賛している。好きなアイドルはNMB48。もともとアイドルへの憧れがありSUPER☆GiRLSのオーディションを友達から教えてもらい受けることとなったが、専念をするため大学を1回生で辞めてオーディションにチャレンジした。
幼い頃から祖父母と過ごす時間が多く、好きな食べ物として「おじいちゃんの作ったお味噌汁」を筆頭として挙げるなど、「おじいちゃん・おばあちゃんっ子なところはあると思います。」と本人が述べている。有羽（ゆう）という名前は、「自分の望む夢や、行きたい場所に向かって飛んでいけるように。」という両親の思いが込められている。
高校時代の部活動はダンス部に所属。体育大会では応援団長を務めたこともあったが、部活の実態は夕日を見ながら皆でお話する会だったと本人は述べている。
趣味として野球観戦を挙げており、特に千葉ロッテマリーンズのファンであることを公言している。WBCなどをきっかけにプロ野球に興味を持ち、関西出身ではあるが試合の粘り強さと一体感のある応援に魅せられて関東の球団である千葉ロッテのファンになった。2025年7月にはミクチャでのイベントを経て、ZOZOマリンスタジアムでのファーストピッチセレモニーを務め、野球に携わる仕事をするという夢を叶えている。

## 出演

### テレビ番組
- 全力坂（2022年3月8日・16日、EX）[25][26]

### 舞台
- 『九識のスプリント〜いざ、駆ける瞬間〜』（2021年10月27日 - 11月3日、江戸川区総合文化センター 小ホール） - 市村まや 役[12]
- 劇団papercraft第5回公演『殻』（2022年2月16日 - 20日、浅草九劇） - 本田 役[27]
- Girls Reading Theater『童話シリーズ』GW Special（2022年5月5日、浅草花劇場）[28]
- 演劇ユニット【メイホリック】メイホリックシアター09 朗読劇『叶え屋「ソルシレーヴ」〜メリーバッドエンド〜』（2022年8月9日・11日・12日、シアターグリーン BOX in BOX THEATER） - モニカ 役[13]
- 演劇ユニット【メイホリック】メイホリックシアター13 朗読劇『にゃんとちゅまらぬ結末か』（2023年2月22日・24日・25日、シアターグリーン BOX in BOX THEATER） - デグー 役[29]
- ［Otona Project 第四十八弾］演劇ユニット【爆走おとな小学生】 第十五回課外授業 朗読劇『シアター』（2023年9月20日 - 24日、シアターグリーン BOX in BOX THEATER） - 白石すみれ 役[30]
- 演劇ユニット【メイホリック】メイホリックシアター16 朗読劇『美術室に置き去りにされた天使』（2024年3月26日 - 31日、シアターサンモール） - ハボタ 役[31]
- 演劇ユニット【メイホリック】メイホリックシアター17 朗読劇『白きは沈黙の街で』（2024年11月13日 - 17日、CBGKシブゲキ!!） - クレース 役（Wキャスト）[32]
- 演劇ユニット【メイホリック】メイホリックシアター18 朗読劇『美術室に置き去りにされた天使－再演－』（2025年4月2日 - 5日、シアターサンモール） - 椿 役（Wキャスト）[33]
- 『Jewels Story ラフマニノフの響夢』（2025年4月29日、日本橋三井ホール） - アンナ 役[34]

### ライブ・イベント
- 門林有羽 生誕祭2023 〜 あなたのお陰で、今の私がいるよ♡ 〜（2023年10月28日、パームス秋葉原）[35]
- 千葉ロッテマリーンズ 対 北海道日本ハムファイターズ 戦 ファーストピッチセレモニー（2025年7月9日、ZOZOマリンスタジアム）[24][36]

### WEB
- 楽遊のさきどり★アイドル塾（2023年4月3日 - 、ミクチャ） - MC[37]

## 書籍

### デジタル写真集
- FRIDAYデジタル写真集（講談社） 
  - 門林有羽「トキメキビキニ」（2020年9月18日）
  - 坂林佳奈&門林有羽「ダブルファンタジー」（2020年9月18日）